# Celaenia
Celaenia Thorell, 1868 è un genere di ragni appartenente alla famiglia Araneidae.

## Etimologia
L'etimologia di questo genere è alquanto articolata: deriva dal greco Κελαινὼ, Kelainò, Celeno, una delle tre Arpie della mitologia che, fra l'altro, aveva l'uso di imbrattare di escrementi ciò che non riusciva a rubare. I ragni di questo genere hanno infatti l'aspetto simile agli escrementi di uccelli, loro predatori, proprio per tenerli alla larga. Il loro nome inglese è bird-dropping spider, che significa appunto ragno-escremento d'uccello.

## Caratteristiche
La forma e la colorazione di questi ragni ricorda molto gli escrementi degli uccelli; in questo modo hanno "distolto" da essi un'intera classe di predatori. Anche la forma dei sacchi ovigeri è peculiare: appesi ad un ramo con la ragnatela sembrano frutti dall'aspetto ben poco appetibile. Ogni femmina può deporne fino a 13, contenenti ognuno anche 200 uova. Hanno un elevato dimorfismo sessuale: le femmine sono molto più grandi dei maschi (12 mm contro 2,5 mm dei maschi).

## Distribuzione
Le undici specie oggi note di questo genere sono state rinvenute in Nuova Zelanda, Australia e Tasmania.

## Tassonomia
Dal 1996 non sono stati esaminati nuovi esemplari di questo genere.
A dicembre 2012, si compone di 11 specie:
- Celaenia atkinsoni (O. P.-Cambridge, 1879) - Australia, Tasmania, Nuova Zelanda
- Celaenia calotoides (Rainbow, 1908) - Nuovo Galles del Sud
- Celaenia distincta (O. P.-Cambridge, 1869) - Nuovo Galles del Sud, Tasmania
- Celaenia dubia (O. P.-Cambridge, 1869) - Nuovo Galles del Sud, Victoria
- Celaenia excavata (L. Koch, 1867)[2] - Australia, Tasmania
- Celaenia hectori (O. P.-Cambridge, 1879) - Nuova Zelanda
- Celaenia olivacea (Urquhart, 1885) - Nuova Zelanda
- Celaenia penna (Urquhart, 1887) - Nuova Zelanda
- Celaenia tuberosa (Urquhart, 1889) - Nuova Zelanda
- Celaenia tumidosa (Urquhart, 1891) - Tasmania
- Celaenia voraginosa (Urquhart, 1891) - Tasmania

### Sinonimi
- Celaenia kinbergi Thorell, 1868; posta in sinonimia con C. excavata (L. Koch, 1867) a seguito di un lavoro di Hickman del 1971, dove, fra l'altro, ha dato per errore la priorità alla denominazione più recente[1].